# Людиновський район
Людиновський район — адміністративна одиниця в Калузькій області Росії, який відповідає муніципальному утворенню «Місто Людиново і Людиновський район». Адміністративний центр — місто Людиново.

## Географія
Площа 955 км². Район межує з Жиздринським, Думініцьким, Кіровським, Куйбишевським районами Калузької області і з Брянською областю.
Основні річки — Болва, Неполоть.

## Історія
Людиновський район було утворено в 1929 році у складі Брянського округу Західної області, до нього увійшла територія колишньої Людиновської волості Бежицького повіту Брянської губернії.
В 1937 році район увійшов до складу Орловської області.
5 липня 1944 року район увійшов до складу новоствореної Калузької області.